# مجيد حسيسي
مجيد حسيسي (12 يوليو 1944 - 8 أغسطس 2021 م) هو شاعرٌ وأديبٌ فلسطيني وُلد في دالية الكرمل. والده يوسف حسيسي، ووالدته شهربان. وهو أحد الشعراء الفلسطينيين الذين عرفتهم الساحة الأدبية في هذه الديار منذ سبعينات القرن الماضي، من خلال قصائده التي كان ينشرها في الصحف المحلية الصادرة آنذاك.

## حياته
تزوج مجيد حسيس من ابنة عمه عام 1965 وأنجب منها خمسة أطفال وهم: (ربيعة، سلمى، يوسف، مأمون وأيمن) وبدأ بممارسة الشعر في أوائل السبعينات، رُزِق الراحل بأبنه الأصغر أيمن الذي عانى من إعاقة عقليه. وقد استحوذ مرض ابنه على حيز كبير من عقله وقلبه فكتب العديد من القصائد معبراً عن ألمه مثل تمهيد كتاب “منك الثرى” الذي نشره عام 1997، إذ ابتدأه بما يلي:
ولدي يأن من الالم
والقلب مني ينعصر
قالوا:
سيحيا “نبتةً”
والطب يعجز عن إعادته
سليماً مقتدر…
وشُخِّص بعد عامين فقط (2016) مع مرض السرطان multiple myeloma حيث مر بعملية زراعة النخاع الذاتية في نفس العام ما ساعد في بقائه على قيد الحياة لخمس سنوات متتالية، أصدر خلالها ديوان ”جذور كرمليه” وقد بدأ العمل على إصدار كتاب يستذكر تاريخ دالية الكرمل ويمزج بين القصص المتوارثة والصور الملتقطة قديماً، وللأسف الشديد لم يحظ الكتاب بالصدور بعد.

## أعماله
أجاد الراحل مجيد حسيسي إلى جانب كتابة الشعر فن الخطابة، فألقى كلمات الرثاء في مواكب الجنائز ومثّل عائلته وبلده في المناسبات العامة. وفي العام 1982 عُين مديراً للمدرسة الابتدائية “ب” في قريته وحوّل مدرسته خلال سنوات قليلة إلى مدرسة نموذجية بعد أن غيّر فيها مناهج التعليم في الرياضيات واللغة العربية واللغة العبرية وخلق جوا من التعاون المثمر بين الهيئة التدريسية والأهالي وخاصة لجان الآباء ومارس تقديم الامسيات الشعرية والبرامج التلفزيونية والخيرية على المحطات الداخلية لدعم بلده وقاد العديد من الدورات النسائية تطوعاً لحثهم على تعلم الخط والقراءة لتسهيل مزاولتهم لفرائض وتعاليم دينهم بالإضافة لتدريب طلاب من المدرسة الابتدائية في التعبير والإنشاء، وقد بادله هذا البلد العزيز الإجلال والإكرام والتكريم مرات عدة أثناء حياته،و لقد حاز الشاعر الراحل والمربي مجيد حسيسي في العام 2014 على جائزة التفرغ للشعر من وزارة التربية والتعليم

## دراسته وتعليمه

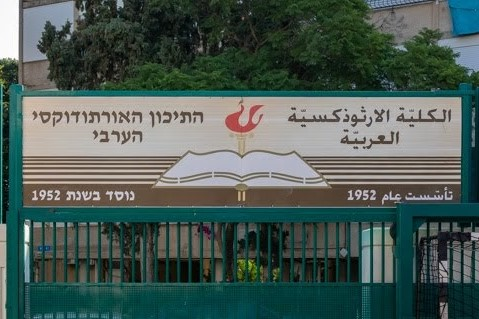
الكلية الأرثوذكسيّة العربيّة في حيفا

أنهي تعليمه الابتدائي في مسقط رأسه، وانتقل لإنهاء دراسته الثانوية في الكلية العربية الارثوذكسية في حيفا عام 1962، ثم التحق بسلك التعليم بعد تخرّجه إذ عُيِّن مدرّساً للصفوف الابتدائية، الإعدادية والثانوية في دالية الكرمل وعسفيا. ولخدمة وتقوية أبناء حارته وجيرانه فانتقل لإدارتها عام 1993، وأنهى مسيرته التدريسية عام 1995 ليتفرغ لرعاية زوجته وابنه بعد أن المّت بهما ظروف صحية صعبة. قبل ذلك، وايمانا منه بأن العلم عماد المستقبل وبه ترقى الشعوب التحق بجامعة حيفا ودرس فيها اللغة العربية والأدب المقارن وحصل على البكالوريوس عام 1982.

## مؤلفاته
من مؤلفاته:
- كلمات متشرده، شعر: 1975
- رواية القضية رقم 13 بالاشتراك مع الأديب فرحات فرحات: 1975
- أبدية النار الباردة، شعر: 1980
- وهج الأصوات النازفة، شعر 1990
- محطات، مجموعة قصص قصيرة، 1991.
- منك الثرى، شعر: 1997.
- حيفا والمهاجر، شعر، 1999.
- البديلة، قصه طويلة، 2004.
- بصمات من ذهب، سيرة غيرية، 2009.
- وطني على ظهري، شعر، 2010.
- عزف على جراح الصمت، شعر، 2014.
- بيت القصيد مشرع، شعر، 2014.
- جذور كرملية، شعر، 2019.